# Седрік Бадоло
Седрік Бадоло (фр. Cedric Badolo, нар. 4 листопада 1998, Уагадугу) — буркінійський футболіст, півзахисник молдовського клубу «Шериф».
Дворазовий чемпіон Молдови. Володар Кубка Молдови.

## Клубна кар'єра
Народився 4 листопада 1998 року в місті Уагадугу. Вихованець футбольної школи клубу «Салітас».
У дорослому футболі дебютував 2015 року виступами за команду «USFA», у якій провів один сезон. 
Своєю грою за цю команду привернув увагу представників тренерського штабу клубу «Кавкаб», до складу якого приєднався 2016 року. Відіграв за клуб з Марракеша наступний сезон своєї ігрової кар'єри.
У 2018 році уклав контракт з клубом «Салітас», у складі якого провів наступний рік своєї кар'єри гравця. 
З 2019 року три сезони захищав кольори клубу «Погроньє». 
До складу клубу «Шериф» приєднався 2022 року. Станом на 26 грудня 2023 року відіграв за тираспольський клуб 37 матчів в національному чемпіонаті.

## Виступи за збірні
У 2018 році залучався до складу молодіжної збірної Буркіна-Фасо. На молодіжному рівні зіграв в одному офіційному матчі, забив 1 гол.
У 2022 році дебютував в офіційних матчах у складі національної збірної Буркіна-Фасо.

## Титули і досягнення
- Чемпіон Молдови (2):

«Шериф»: 2021-2022, 2022-2023
- Володар Кубка Молдови (1):

«Шериф»: 2021-2022, 2022-2023
- Володар Кубка Словаччини (1):

«Спартак» (Трнава): 2024-2025